# Mœrnach
Mœrnach je francouzská obec v departementu Haut-Rhin v regionu Grand Est. V roce 2014 zde žilo 593 obyvatel.

## Poloha obce
Sousední obce jsou: Bendorf, Bisel, Durlinsdorf, Feldbach, Kœstlach a Mooslargue.

## Vývoj počtu obyvatel
Počet obyvatel